# Wolnzach
Wolnzach est une commune de Bavière (Allemagne), située dans l'arrondissement de Pfaffenhofen an der Ilm, dans le district de Haute-Bavière.
Situé ans la région du Hallertau, principale région de culture du houblon au monde, cette commune abrite notamment le centre de recherche sur le houblon de Hüll (Hopfenforschungszentrum Hüll). Marqueur gustatif apportant arômes et amertume à la bière, marqueur d'hygiène (le houblon est antiseptique et contribue à la conservation de la bière), indicateur de terroir (on pensera au houblon Saaz tchèque utilisé dans la bière Pils et bien sûr au Hallertau bavarois), diverses variétés de houblons mondialement utilisées sont le fruit d'un travail de croisement et de sélection réalisé par l'institut de Hüll.  On citera par exemple les houblons "Hallertauer Tradition", "Perle", "Saphir", "Spalter Select" et "Smaragd". De nouvelles variétés ont été développées au tournant du XIXe siècle afin de répondre aux besoins et à la concurrence du mouvement Craft Beer  venu d'Amérique avec des bières au profil plus aromatiques. On citera comme variétés récentes le "Hallertauer Merkur" , "Hallertauer Taurus" et "Herkules" "Mandarina Bavaria" ou "Hüll Melon".